# Пасторес (Саламанка)
Пасторес (ісп. Pastores) — муніципалітет в Іспанії, у складі автономної спільноти Кастилія-і-Леон, у провінції Саламанка. Населення — 67 осіб (2010).
Муніципалітет розташований на відстані близько 240 км на захід від Мадрида, 85 км на південний захід від Саламанки.
На території муніципалітету розташовані такі населені пункти: (дані про населення за 2010 рік)
- Дееса-де-Куадрадос: 0 осіб
- Пасторес: 67 осіб

## Демографія
Динаміка населення (INE ):